# 旧海关 (斯特拉斯堡)

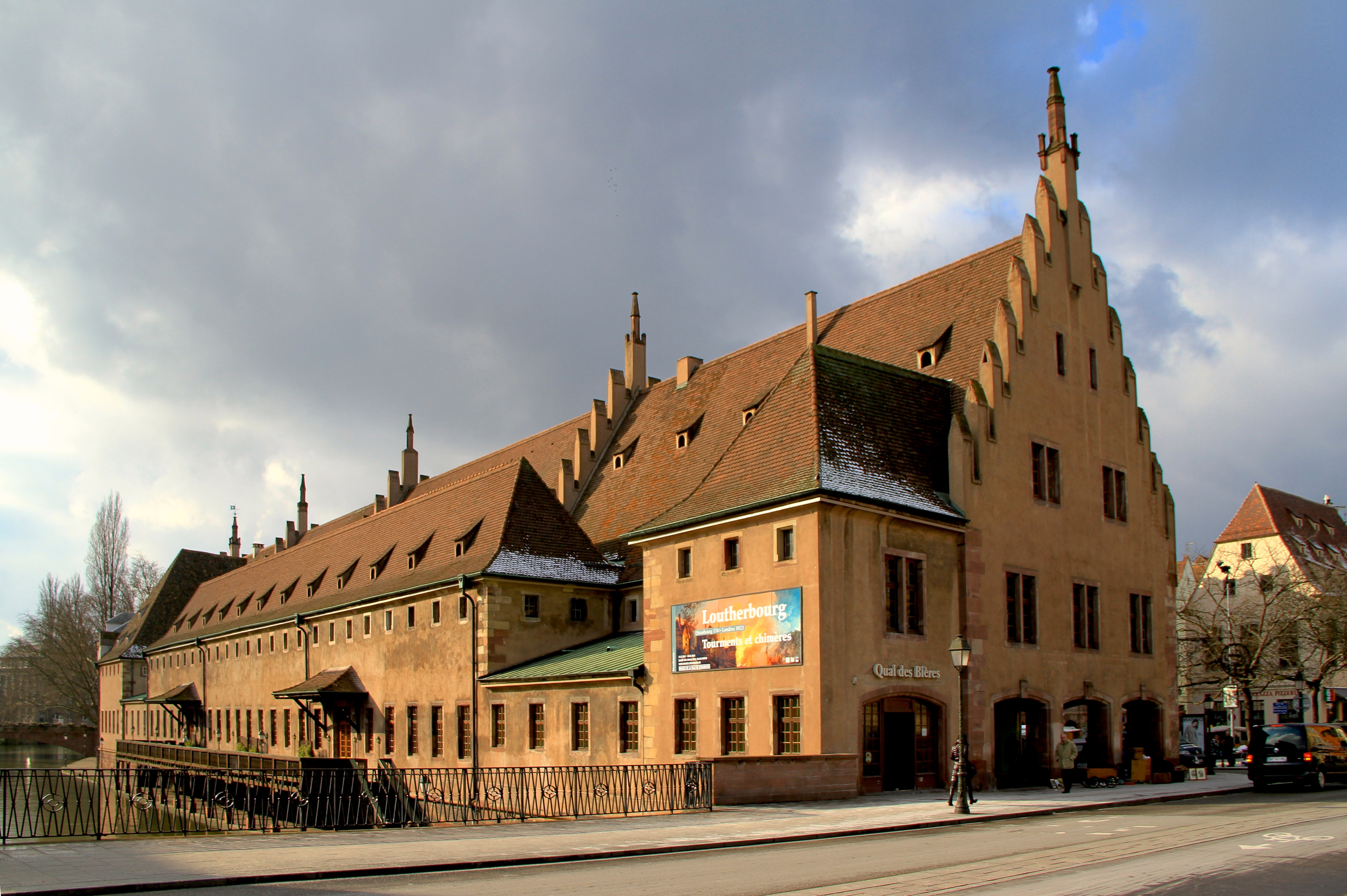
旧海关

旧海关（法語：Ancienne Douane，法語發音：[ɑ̃sjɛn dwan]）位于斯特拉斯堡城市历史中心大岛，靠近乌鸦广场（place du Corbeau）和斯特拉斯堡历史博物馆，面对阿尔萨斯博物馆。 
1948年，它被列为法国历史古迹。

## 历史

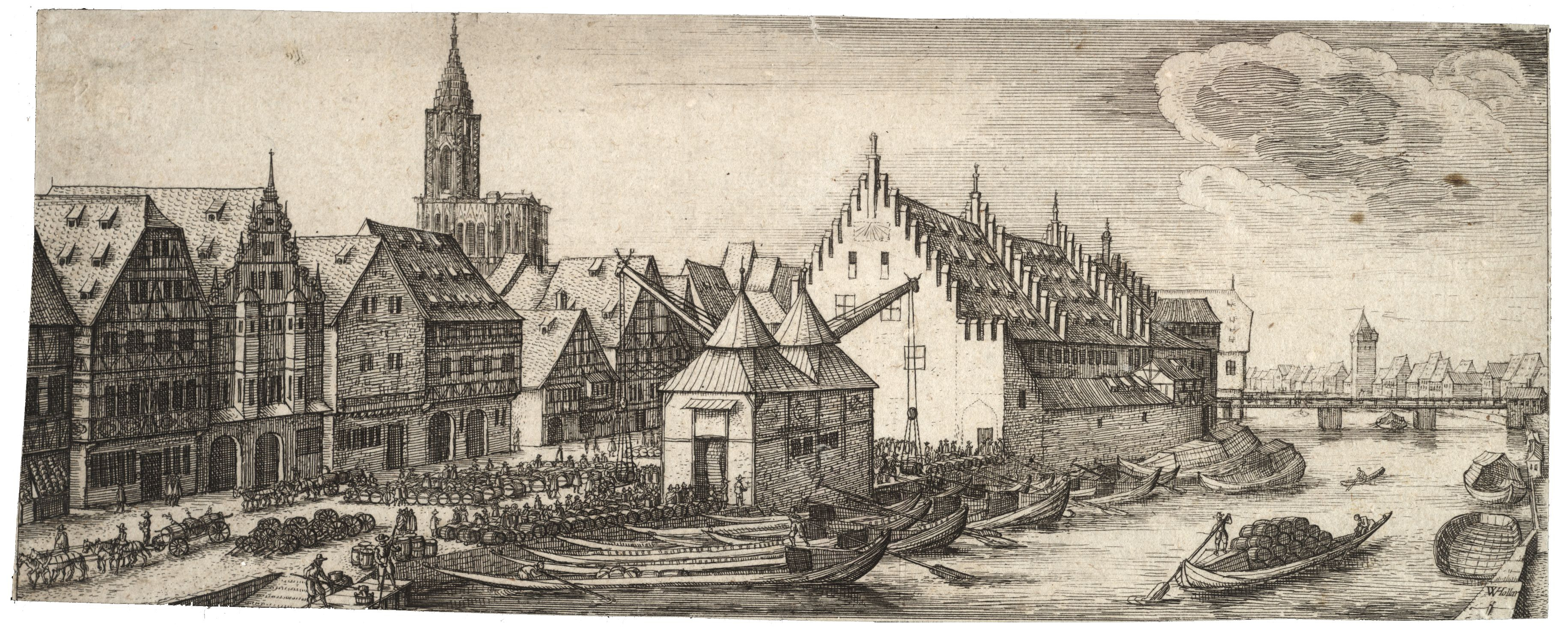
17世纪

它始建于1358年，位于伊尔河，向莱茵河上的船只收税。在整个中世纪，内河是城市发展的重要因素。过境货物主要是烟草，酒和鱼。
旧海关毁于1944年8月二战期间的盟军轰炸，1956年重建，风格略为精致。

## 现状

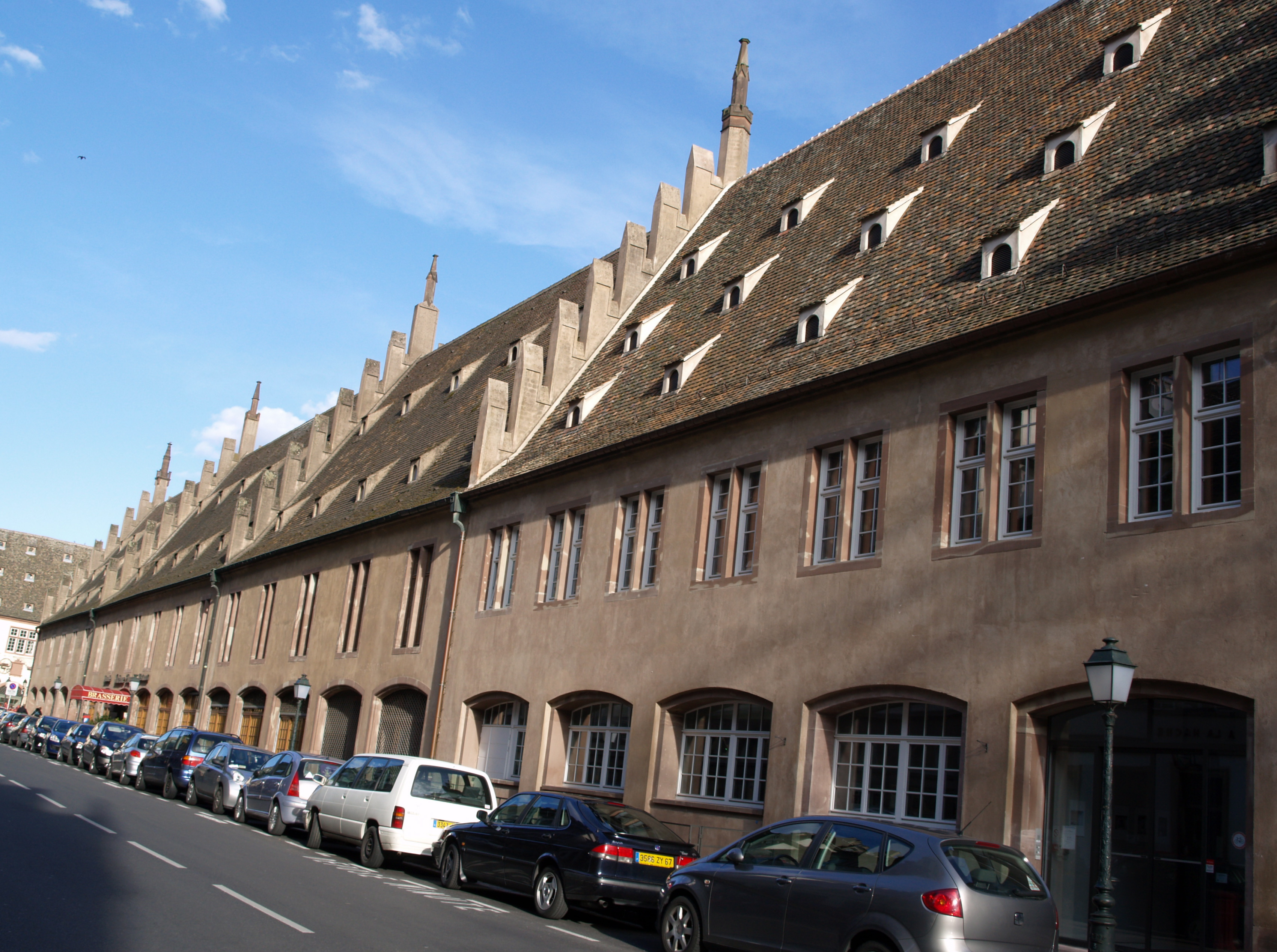
海关街

现在设有一间餐厅，一个传统的小酒馆和画廊。